# Solenobia hirta
Solenobia hirta is een vlinder uit de familie van de zakjesdragers (Psychidae). De wetenschappelijke naam van de soort is voor het eerst geldig gepubliceerd in 1958 door Bartosová & Dusková.